# Cuahutepec la Quina
Cuahutepec la Quina är en ort i Mexiko.   Den ligger i kommunen Coscomatepec och delstaten Veracruz, i den sydöstra delen av landet, 220 km öster om huvudstaden Mexico City. Cuahutepec la Quina ligger 1 834 meter över havet och antalet invånare är 453.
Terrängen runt Cuahutepec la Quina är huvudsakligen kuperad, men åt sydost är den bergig. Terrängen runt Cuahutepec la Quina sluttar österut. Runt Cuahutepec la Quina är det ganska tätbefolkat, med 155 invånare per kvadratkilometer. Närmaste större samhälle är Huatusco de Chicuellar, 16,6 km nordost om Cuahutepec la Quina. I omgivningarna runt Cuahutepec la Quina växer huvudsakligen savannskog.